# Pothyne subfemoralis
Pothyne subfemoralis là một loài bọ cánh cứng trong họ Cerambycidae.